# Phyllostegia hillebrandii
Phyllostegia hillebrandii är en kransblommig växtart som beskrevs av Horace Mann och Wilhelm B. Hillebrand. Phyllostegia hillebrandii ingår i släktet Phyllostegia och familjen kransblommiga växter. Inga underarter finns listade i Catalogue of Life.